# Eva Maria Meineke
Pour les articles homonymes, voir Meineke.
Eva Maria Meineke (nom parfois orthographié Meinecke), née le 8 octobre 1923 à Berlin, et morte le 7 mai 2018 à Majorque est une actrice allemande.

## Biographie
Au cinéma, Eva Maria Meineke contribue à des films sortis entre 1942 et 1982, dont Le Procès de Georg Wilhelm Pabst (film autrichien, 1948, avec Ernst Deutsch et Ewald Balser), Trois Hommes dans la neige de Kurt Hoffmann (film autrichien, 1955, avec Paul Dahlke et Günther Lüders) et Une fille... pour le diable de Peter Sykes (film germano-britannique, 1976, avec Richard Widmark et Christopher Lee).
On peut également noter sa participation à quatre films avec Romy Schneider, Mademoiselle Scampolo d'Alfred Weidenmann (film allemand, 1958), César et Rosalie de Claude Sautet (film français, 1972), La Mort en direct de Bertrand Tavernier (film franco-allemand, 1980) et Fantôme d'amour de Dino Risi (film italien, 1981).
Pour la télévision (allemande principalement), elle collabore à des séries et téléfilms entre 1955 et 2008, dont Tatort (trois épisodes, 1970-1998), Le Renard (deux épisodes, 1990-1994) et Inspecteur Derrick (deux épisodes, 1992-1993).

## Filmographie partielle

### Cinéma
- 1948 : Le Procès (Der Prozeß) de Georg Wilhelm Pabst : Ilona
- 1952 : Alle kann ich nicht heiraten de Hans Wolff : Rita
- 1955 : Trois Hommes dans la neige (Drei Männer im Schnee) de Kurt Hoffmann : Thea Casparius
- 1956 : Hilfe – sie liebt mich de František Čáp : Emma Müller
- 1957 : Salzburger Geschichten de Kurt Hoffmann : Emily
- 1958 : Mademoiselle Scampolo (Scampolo) d'Alfred Weidenmann : Sabina
- 1959 : Jacqueline (de) (titre original) de Wolfgang Liebeneiner : Charlotte Christens
- 1960 : Die Brücke des Schicksals de Michael Kehlmann : Christa
- 1965 : Das Haus in der Karpfengasse de Kurt Hoffmann : Lilly Mautner
- 1966 : Anita G. (Abschied von gestern) d'Alexander Kluge : Pichota
- 1970 : Something for Everyone d'Harold Prince : Mme Pleschke
- 1972 : César et Rosalie de Claude Sautet : Lucie
- 1973 : Le Serpent d'Henri Verneuil : Frau von Streilitz
- 1976 : Le Clown (Ansichten eines Clowns) de Vojtěch Jasný : la mère
- 1976 : Une fille pour le diable (To the Devil a Daughter) de Peter Sykes : Eveline De Grass
- 1977 : Die Jugendstreiche des Knaben Karl de Franz Seitz Jr. : Mme Fey mère
- 1979 : The American Success Company de William Richert
- 1980 : La Mort en direct de Bertrand Tavernier : Dr Klausen
- 1981 : Fantôme d'amour (Fantasma d'amore) de Dino Risi : Teresa Monti

### Télévision

#### Séries télévisées
- 1970-1998 : Tatort
  - Saison 1, épisode 2 Saarbrücken, an einem Montag (1970) : Irene Hartmann
  - Saison 5, épisode 11 Der Mann aus Zimmer 22 (1974) : Anna Maurer
  - Saison 29, épisode 6 Gefährliche Zeugin (1998) : la grand-mère de Laura
- 1990-1994 : Le Renard (Der Alte)
  - Saison 14, épisode 11 Onde mortelle (Der leise Tod, 1990) d'Helmut Ashley : Frau Müller
  - Saison 15, épisode 4 Puzzle (Das Puzzle, 1991) de Zbyněk Brynych : Ruth Cartory
  - Saison 18, épisode 2 L'Aveu (Das Geständnis, 1994) : Anna Busse
- 1992-1993 : Inspecteur Derrick (Derrick)
  - Saison 19, épisode 11 Si Dieu était une femme (Ein merkwürdiger Privatdetektiv, 1992) d'Helmut Ashley : Hanna Lipper
  - Saison 20, épisode 9 Séance de nuit (Nachtvorstellung, 1993) d'Helmut Ashley : Frau Homann

#### Téléfilms
- 1956 : Jeanne oder Die Lerche de Franz Peter Wirth : Agnes
- 1958 : Der kaukasische Kreidekreis de Franz Peter Wirth : Natella Abaschwili
- 1960 : Der eingebildete Kranke de Michael Kehlmann : Beline
- 1961 : La Cantatrice chauve (Die kahle Sängerin) de Sylvain Dhomme : Mme Martin
- 1962 : Le Château (Das Schloß) de Sylvain Dhomme : la porte-parole
- 1963 : Der schlechte Soldat Schmith de Fritz Umgelter : l'officier du groupe auxiliaire féminin
- 1966 : La Bonne Âme du Se-Tchouan (Der gute Mensch von Sezuan) de Fritz Umgelter : Mi Tsu, la propriétaire
- 1978 : Haus der Frauen (pl) de Krzysztof Zanussi : Tekla
- 1982 : Die Versuchung (pl) de Krzysztof Zanussi : Joanna
- 1988 : Familienschande de Franz Peter Wirth : la princesse Natacha
- 1993 : Jenny Marx, la femme du diable de Michel Wyn : Heriette Marx
- 1995 : Heiimliche Zeugen d'Oley Sassone : la grand-mère